# Sebastian (musiker)
 For alternative betydninger, se Sebastian. (Se også artikler, som begynder med Sebastian)
Knud Grabow Christensen, bedre kendt under kunstnernavnet Sebastian (født 19. december 1949 i Sønderborg), er en dansk sanger, guitarist, sangskriver og komponist.
Sebastian har siden 1971 solgt over 2,5 millioner plader. Han begyndte at miste sangstemmen i slutningen af 1980'erne på grund af dårligt helbred. Han har siden komponeret en lang række succesfulde musicals særligt til Mastodonterne. Derudover har han i løbet af sin karriere givet henved 2.000 koncerter, og samarbejdet med en lang række kunstnere heriblandt Lis Sørensen, Sissel Kyrkjebø og Sara Grabow.

## Karriere
Sebastian begyndte sin karriere i slutningen af 1960'erne, hvor han rejste rundt med en underholdningsbus til amatørkonkurrencer, arrangeret af en forretningsmand til mindre koncerter i Danmark. Nogle andre fra bussen ville indspille en single, og Sebastian var med i denne gruppe kaldet Night and Day. Singlen blev dog aldrig indspillet. Inspireret af den skotske sanger og sangskriver Donovan (født 1946) indspillede Sebastian et par engelsksprogede singler udgivet i 1970, samt albummet The Goddess udgivet i 1971. Albummet havde begrænset succes med salgstal på omkring 10.000 eksemplarer, så Sebastian begyndte omkring 1971 at skrive sange på dansk. Den første var Lossepladsen bløder (bl.a. inspireret af Bob Dylans Desolation Row fra albummet Highway 61 Revisited), som udkom på en maxi-single samme år.
Sebastians store gennembrud i kommercielt henseende kom, da hans første dansksprogede LP Den store flugt blev udgivet 17. oktober 1972, der med sange som "Når lyset bryder frem" og "Hvis du tror du er noget" bl.a. blev rost som en "Donovansk Dylan" i anmeldelserne dengang. Den store flugt tangerede den daværende Danmarksrekord på 32.000 solgte eksemplarer af Brødrene Olsens debutalbum. Den store flugt er blevet solgt i stort omfang der er vanskeligt at certificere, men estimeret som 100.000 til 170.000 eksemplarer af Torben Bille i samarbejde med Sebastian. Sebastian kontaktede Ina Løndahl omkring 1973 efter, at have hørt hende optræde i musicalen Godspell. EMI finansierede pladen Menneske min ven af Ina, som blev udgivet 14. september 1973. Sebastian deltog som sangskriver, og havde titelmelodien på forhånd der var en rest fra et tidligere musicalprojekt. Sebastians næste album Over havet under himlen udkom i november 1973, indtog hurtigt førstepladsen på Ekstra Bladets hitliste og har opnået salg på omkring 50.000 eksemplarer. Blød lykke udgivet oktober 1974, samt Gøgleren, Anton og de andre udgivet oktober 1975, har henholdsvis estimeret salgstal på 60.000 og 40.000 eksemplarer. Det efterfølgende album Måske ku' vi (1976) fra filmen af samme navn er estimeret som 80.000 solgte eksemplarer. Sebastian etablerede sig som en af de betydeligste sangskrivere indenfor dansk rock med rødder i sin folk rock-inspirerede musik.
Det musikalske udtryk blev dog gradvist udbygget, fra slutningen af 70'erne bl.a. med en forfinet brug af synthesizere, ofte spillet af Kenneth Knudsen. Sebastians tekster var i tidens ånd ofte politiske, dog altid med et poetisk islæt og uden den parolebaserede karakter, som bl.a. Røde Mor repræsenterede. Sebastian indspillede sin egen musik til tekster af Bertolt Brecht på albummet Tiderne skifter, som blev udgivet i marts 1979, fik positive anmeldelser og har solgt omkring 100.000 eksemplarer. Han indspillede sin egen musik til Brecht igen i 1988 med teaterstykket Det gode menneske fra Sezuan. Op igennem 70'erne og 80'erne havde han store hits som f.eks. "Når lyset bryder frem" (1972), "Hvis du tror du er noget" (1972), "Måske ku' vi" (1976), "Du er ikke alene" (1978) fra filmen af samme navn, og specielt "Romeo" fra albummet Stjerne til støv der blev udgivet i 1981. Stjerne til støv har estimeret salgstal på 130.000–170.000 eksemplarer. Næste album 80'ernes boheme fra 1983 opfulgte succesen, med 100.000 til 150.000 solgte eksemplarer. Sebastian indspillede sangen "Vi er børn af samme jord" i 1985, som tabte til Nanna i konkurrencen om, at blive Rock for Afrika-sangen, til velgørenhedskoncerten i Idrætsparken den 21. september 1985. Samme år indspillede Sebastian "Den danske sang", som er opgør med at engelsk skulle være mere værd for rock fra Danmark. I 1987 sang han "Vårvise" med Sissel Kyrkjebø. Sissel var også med på hans album ved navn Et eventyr, som blev udgivet 30. august 1989.
I 2015 fortalte Sebastian "Omkring år 1986-1987 begynder jeg at miste stemmen, og den forsvinder fuldstændig på et tidspunkt. Det var en blanding af fugtig kælder, for mange smøger og usund livsførelse". Siden slutningen af 80'erne har Sebastian arbejdet meget som musicalkomponist med andre sangere. Musicals som Skatteøen (1986, baseret på Robert Louis Stevensons roman), Ronja Røverdatter (1991, over Astrid Lindgrens bog) og Pippi (1998, baseret på Lindgrens Pippi Langstrømpe) har opnået stor succes, især hos det yngre publikum. I 1988, skrev og sang han titelmelodien til tv-serien 'Nana'. Sammen med Svend Skipper har han desuden komponeret musik til tv-serien Gøngehøvdingen fra 1992.
I 2013 producerede nordmanden Jan Christian Mollestad en portrætfilm om Sebastian kaldet Du Er Ikke Alene - Filmen Om Sebastian. I 2015 medvirkede han i Toppen af Poppen, hvorefter hans popularitet atter steg, særligt blandt det yngre publikum.

## Hæder
Sebastian modtog Gramex-prisen i 1979, DJBFA's hæderspris i 1982, Wilhelm Hansen Fondens Hæderspris i 1996, og har Statens Kunstfonds hædersydelse.
Hans album med sangene fra Ronja Røverdatter modtog i 1992 en grammy for Årets Danske Børneudgivelse.
Ved Dansk Grammy i 1998 var han nomineret til Årets Danske Børne udgivelse for musikken til musicalen Pippi.
I 2004 modtog Sebastian "IFPIs Ærespris" til Danish Music Awards. I 2006 kom hans album Stjerne til støv (1981) med på Kulturkanonen. Han modtog Pionerprisen til Årets Steppeulv i 2008. I 2012 modtog hans album Øjeblikkets mester prisen for "Årets Danske Voxpopudgivelse" til Danish Music Awards.
I 2019 modtog han Polka Verner Legat, der blev indstiftet af Søs Egelind og Kirsten Lehfeldt i 2002, og som bliver uddelt årligt på Smukfest til en markant dansk kulturpersonlighed. Med prisen fulgte 190.000 kroner.

## Diskografi
| - The Goddess (1971) - Den store flugt (1972) - Over havet under himlen (1973) - Blød lykke (1974) - Gøgleren, Anton og de andre (1975) - Måske ku' vi (1976) - Ulvehøjen (1977) - Ikke alene Danmark (1978) - Tiderne skifter (1979) - Cirkus Fantastica (1979) - Nattergalen (1980) - Stjerne til støv (1981) - 80'ernes boheme (1983) - Tusind og én nat (1984) - Skatteøen (1986) - På vulkaner (1987) - Det gode menneske fra Sezuan (1988) - Skatten på Sjørøverøya (1988) - Et eventyr (1989) - Piratpladen: Demoindspilninger '77-'87 (1990) - Miraklernes tid (1990) - Ronja Røverdatter (1991) - Gøngehøvdingen (1992) - Cyrano (1993) - Aladdin (1995) - Hans Christian Andersen (1996) - Pippi (1998) - Den nye Cyrano (2000) - Klokkeren fra Notre Dame (2002) - Jernbyrd (2007) - Øjeblikkets mester (2011) - I Danmark er jeg født (2012) - Hodja fra pjort: Sangene (2014) - Sange til drømmescenariet (2017) - Hun nåede at klappe hunden (2019) - Tidløs erindring (2021) - Dengang det var før (2022) - Hjertedanser (2023) - Babe, I Can Carry Your Tombstone / I Won't Do It, Mama (1970) - Rocking Chair Observation / Give Me a Little Peace (1970) - Lossepladsen bløder (1971) - Når lyset bryder frem (1972) - Hvis du tror du er noget / Rose (1972) | - Hey Ho (1973) - Vascomat-Liza (1973) - Flyv Lykkefugl (1974) - Mona, Månen er blå / Blød lykke (1974) - Farvel (Nu' du helt din egen) (1975) - Gøgleren (1975) - Måske ku' vi (1976) - I morgen kommer aldrig (1976) - Her er en sang / Ansigt til ansigt (1977) - Du er ikke alene (1978) - Den lille malkeko (1979) - Romeo (1981) - Topsy (1983) - 80'ernes boheme (1983) - Hodja fra Pjort (1985) - Afrika (Vi er børn af samme jord) (1985) - Vårvise / Summertime (1987) - Den store flugt / Over havet under himlen / Blød lykke (1974) - Når lyset bryder frem (1976) - Sebastian i Montmartre (1978) - Live (1980) - First Time Around (1981) - Her er en sang - og 20 andre (1982) - Flyv lykkefugl (1983) - Den danske sang: Opsamling '81-'85 (1985) - 26 hits (1988) - Hjerternes sange, roser & torne: De 75 bedste sange fra 1970-92 (1992) - Dejavu (1995) - Romeo-serenader (1999) - Sangskatten I (2007) - Sangskatten II (2007) - Sangskatten III (2007) - De største hits (2009) - Sange fra dengang (2010) - Så blidt til stede (2015) - De bedste sange (2015) - De allerbedste børnesange (2019) - De allerstørste sange (2019) - Live: Hele vejen (2020) |

## Sebastians turnemusikere
| - Alex Riel, trommer (1974, 1979-1983, 2009-2012) - Bo Stief, bas (1976-1977) - Gert Rostock, bas (1974) - Gorm Bülow, keyboards (2012) - Gry Harrit, kor (1999, 2009-2012) - Gustav Ljunggren, guitar (2000) - Ina Løndahl, kor (1974) - Jan Sivertsen, trommer (1984-1987) - Jannie Høeg, kor (1974) - Jasmin Mortensen, kor (2000) - Jens Rugsted, bas (1984-1987) - Jonas Berg, keyboards (1999-2000) - Ken Gudman, trommer (1976-1977) - Kenneth Knudsen, keyboards (1976-1983) - Klaus Menzer, trommer (1999-2000, 2009-2012) - Lis Sørensen (1979-1987) | - Michael Friis, bas (1979-1983, 1999-2012) - Misen Groth, kor (2009-2012) - Morten Kærså, keyboards (1984-1987, 2009) - Nils Henriksen, guitar (1974-1987, 2009-2012) - Paul Banks, guitar (1974, 2012) - Peder Kragerup, piano og keyboards (1974) - Perry Stenbäck, guitar (1999-2000, 2009-2012) - Peter Dencker, keyboards (2018-nu) - Peter Thorup, guitar (1976-1977) - Pia Trøjborg, kor (1999) - Poul Halberg, guitar (1999) - Sanne Salomonsen, kor (1974) - Titika, kor (1974) - Veronica Mortensen, kor (2000) |

## Samarbejde
Bemærkelsesværdigt samarbejde med en anden sanger ordnet efter udgivelser, årstal og kunstnere.
- Lis Sørensen:[35] Tiderne skifter (1979) af Sebastian; Cirkus Fantastica (1979) af Sebastian; Tilfældigt forbi (1979) af Lone Kellermann og Rockbandet; Live (1980) af Sebastian; Stjerne til støv (1981) af Sebastian; Anne Linnet Band (1981) af Anne Linnet Band; 80'ernes boheme (1983) af Sebastian; Topsy (1983) af Sebastian; Tusind og én nat (1984) af Sebastian; Øbberbøv sangen (1984) af Sebastian; Den danske sang (Opsamling 81-85) (1985) af Sebastian; Afrika (Vi er børn af samme jord) (1985) af Sebastian; Red Barnet (1985) af diverse kunstnere; Skatteøen (1986) af Sebastian; På vulkaner (1987) af Sebastian; Hjerternes sang (1989) af Lis Sørensen; Et eventyr (1989) af Sebastian; Miraklernes tid (1990) af Sebastian; Pippi (1998) af Sebastian; Grænseløs Greatest (1999) af diverse kunstnere; Con amor af Lis Sørensen
- Sanne Salomonsen:[36] Over havet under himlen (1973) af Sebastian; Menneske min ven (1973) af Ina; Sanne Salomonsen (1973) af Sanne Salomonsen; Blød lykke (1974) af Sebastian; Gøgleren, Anton og de andre (1975) af Sebastian; Ulvehøjen (1977) af Sebastian; Ikke alene Danmark (1978) af Sebastian; Anne Linnet Band (1981) af Anne Linnet Band; Pippi (1998) af Sebastian
- Peter Thorup:[37] Blød lykke (1974) af Sebastian; Musik blev mit liv (1974) af Eddie Skoller; Gøgleren, Anton og de andre (1975) af Sebastian; Christiania (1976) af diverse kunstnere; Måske ku' vi (1976) af Sebastian; Pas Paa (1980) af Steffen Dam; Skatteøen (1986) af Sebastian
- Ina Løndahl:[38] Over havet under himlen (1973) af Sebastian; Menneske min ven (1973) af Ina; Fra en anden mands verden (1974) af Jan Toftlund
- Sissel Kyrkjebø:[39] På vulkaner (1987) af Sebastian; Soria Moria (1989) af Sissel Kyrkjebø; Et eventyr (1989) af Sebastian
- Michael Falch:[40] Afrika (Vi er børn af samme jord) (1985) af Sebastian; Skatteøen (1986) af Sebastian; Det gode menneske fra Sezuan (1988) af Sebastian
- Søs Fenger:[41] Skatteøen (1986) af Sebastian; Miraklernes tid (1990) af Sebastian; Ronja Røverdatter (1991) af Sebastian
- Anne Linnet:[42] Tiderne skifter (1979) af Sebastian; Anne Linnet Band (1981) af Anne Linnet Band
- Lars H.U.G:[43] Skatteøen (1986) af Sebastian; Kopy (1989) af Lars H.U.G.
- Marianne Mortensen:[44] Det gode menneske fra Sezuan (1988) af Sebastian; Cyrano (1993) af Sebastian
- Susanne Elmark:[45] Pippi (1998) af Sebastian; Klinkevals (1999) af Sebastian
- Flemming Bamse Jørgensen:[46] Skatteøen (1986) af Sebastian; Pippi (1998) af Sebastian
- Steffen Brandt:[47] Skatteøen (1986) af Sebastian; Pippi (1998) af Sebastian
- Lone Kellermann:[48] Tilfældigt forbi (1979) af Lone Kellermann og Rockbandet
- Rebecca Brüel:[49] Pippi (1998) af Sebastian
- Blå Øjne:[50] Romeo & Julie (1999) af Blå Øjne
- Majbritte Ulrikkeholm:[51] Pippi (1998) af Sebastian
- Michael Bundesen:[52] Ronja Røverdatter (1991) af Sebastian
- Eddie Skoller:[53] Ronja Røverdatter (1991) af Sebastian